# Eustala perfida
Eustala perfida là một loài nhện trong họ Araneidae.
Loài này thuộc chi Eustala. Eustala perfida được Cândido Firmino de Mello-Leitão miêu tả năm 1947.